# フリストス・アダミディス

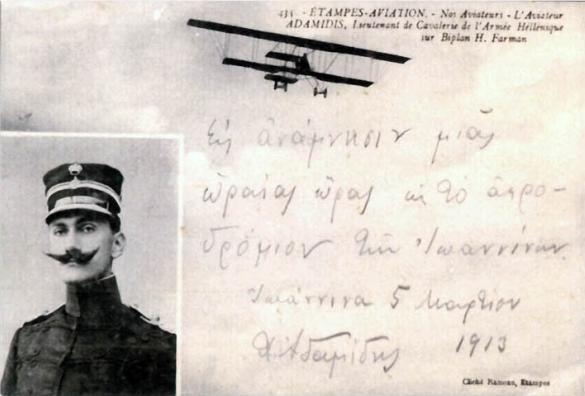
Christos Adamidis

フリストス（クリストス）・アダミディス（ギリシア語: Χρήστος Αδαμίδης, Christos Adamidis、1885年 - 1949年 ）はギリシャの軍人、パイロットである。バルカン戦争で航空作戦を行った3人の陸軍軍人の一人であり、1928年、12,000kmにおよぶ地中海周回飛行を行った。
当時、オスマン帝国の領土であったヨアニナに生まれた。ギリシャ陸軍の騎兵将校となり、1912年に陸軍に航空部隊に創設するためにフランスで操縦訓練を受ける3人の軍人の一人に選ばれた。
オスマン帝国に対するバルカン戦争で、エピルスの戦線に参加し、ビザニの戦いので偵察やトルコ軍の拠点に対する爆撃に従事した。任務の中にはヨアニナの民衆のために、宣伝ビラや食料を落とすことも行った。ギリシャ軍は戦いに勝利し、3月6日にヨアニナはギリシャの支配下になった。アダミディスは観客の集まるヨアニナの市庁舎広場にモーリス・ファルマン MF.7で着陸し熱狂的な歓迎を受けた。
1927年にギリシャ軍の指揮官となり、1928年6月、Evangelos Papadakisの操縦するブレゲー 19（HELLAS号）に観測士として搭乗し、アテネ郊外のタトイ(Tatoi)を起点とする地中海周回飛行を行った。20日間の飛行で12,000kmの飛行であった。1935年に退役するが、1943年に6ヶ月現役復帰した。